# Товариство сучасних архітекторів України
Товариство сучасних архітекторів України (ТСАУ) — громадська організація, заснована в 1928 році в Харкові, Києві та Одесі.

## Напрям діяльності
Організація виступала під гаслами конструктивізму і функціоналізму. Товариство пропагувало використання новітніх конструкцій і матеріалів, типізацію та індустріалізацію будівництва.
Деякі архітектори товариства також застосовували композиційні прийоми і форми українського бароко та інші традиції української народної архітектури.

## Учасники
Членами ТСАУ були:
- Йосип Каракіс,
- Павло Альошин,
- Віктор Троценко,
- Дмитро Дяченко,
- Федір Мазуленко та інші.

Товариство діяло до 1932 року.